# Nick Cannon
Nicholas Scott Cannon (sinh ngày 8 tháng 10 năm 1980) là một rapper, diễn viên, đạo diễn, biên kịch, dẫn chương trình truyền hình và phát thanh người Mỹ. Cannon kết hôn với Mariah Carey vào năm 2008. Tuy nhiên, anh và Mariah đã chia tay vào tháng 12 năm 2014, thủ tục ly hôn hoàn tất năm 2016. Nick Cannon là cha của tổng cộng mười người con.